# Гунде Сван
Гунде Сван (швед. Gunde Svan, 12 січня 1962) — шведський лижник та автогонщик, чотириразовий олімпійський чемпіон.
Гунде Сван був одним із найсильніших лижників 1980-их і загалом в історії лижного спорту. Гунде Сван відомий тим, що створив революцію в лижному спорті, вперше застосувавши техніку ковзанярського бігу на лижах. Найуспішнішою Олімпіадою в кар'єрі Гунде Свана стали ігри в Сараєво, на яких він здобув дві золоті, срібну й бронзову медалі. Через чотири роки у Калгарі він виборов ще дві золоті медалі. В активі Свана також 7 золотих, 3 срібні та 1 бронзова медаль чемпіонатів світу. Сван нагороджений Холменколленською медаллю за 1985 рік.
У 1984 він отримав Золоту медаль газети «Свенска Дагбладет».
Після завершення кар'єри лижника Сван виступав у змаганнях із ралікросу — спринтерському різновиді ралі, і здобув золоту медаль шведського чемпіонату та бронзову чемпіонату Європи. Він перейшов у інший вид спорту почасти тому, що його називали вродженим талантом, а він завжди стверджував, що вся справа тільки у волі й відданості своїй справі. Пізніше Сван брав участь у різноманітних шоу і рекламних кампаніях. Наразі він входить до ради Міжнародної федерації лижного спорту.